# Synchlora aerata
La polilla esmeralda ondulada (Synchlora aerata) es una polilla de la familia de los geométridos. Se encuentra en Norteamérica.
Su envergadura es de 17 mm. Los adultos son verdes con líneas transversas onduladas y blancas.
La larva se alimenta de una gran variedad de plantas, incluyendo flores, arbustos y árboles. Se ha registrado que se alimenta de plantas de los géneros Aster, Rudbeckia, Liatris, Solidago, Artemisia, Achillea y Rubus. La especie hiberna como una larva parcialmente crecida.

## Subespecies
- Synchlora aerata aerata (Georgia, Alabama, Misisipi, Texas, Oklahoma, Carolina del Sur, Arkansas, Nuevo Hampshire, Nueva York, Vermont, sur de Ontario, Míchigan, Wisconsin, Iowa, Maryland)
- Synchlora aerata albolineata Packard, 1873 (Desde Newfoundland a Alberta y el sur de Minnesota, Wisconsin, Nueva York, Maine, Nueva Inglaterra, Massachusetts, norte de Connecticut. También se encuentra al sur de Manitoba)
- Synchlora aerata liquoraria Guenée, 1857 (desde California, Arizona y Nuevo México a la Columbia Británica y Alberta. También se encuentra en Dakota del Sur.)

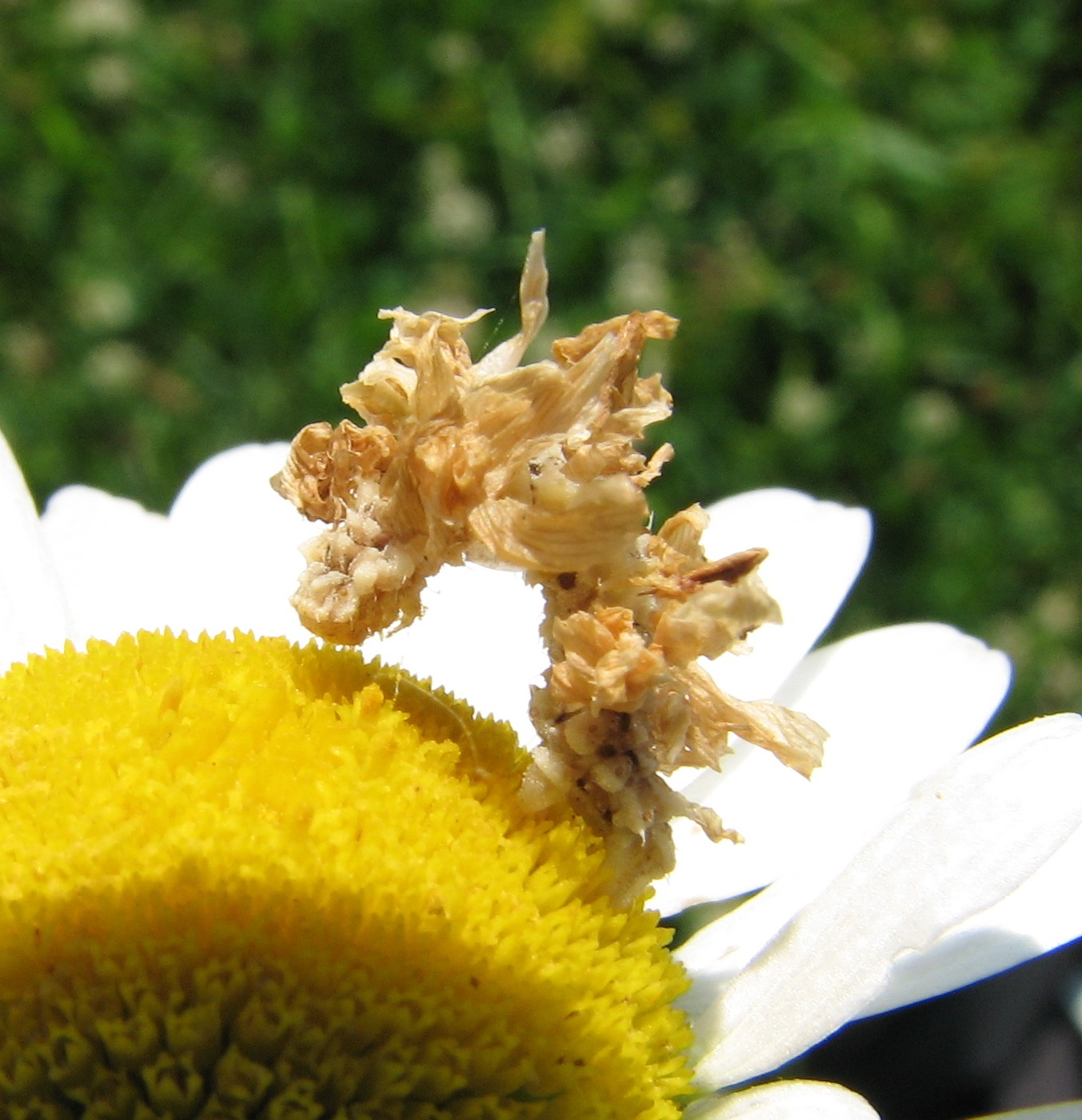
Oruga con camuflaje de restos de planta
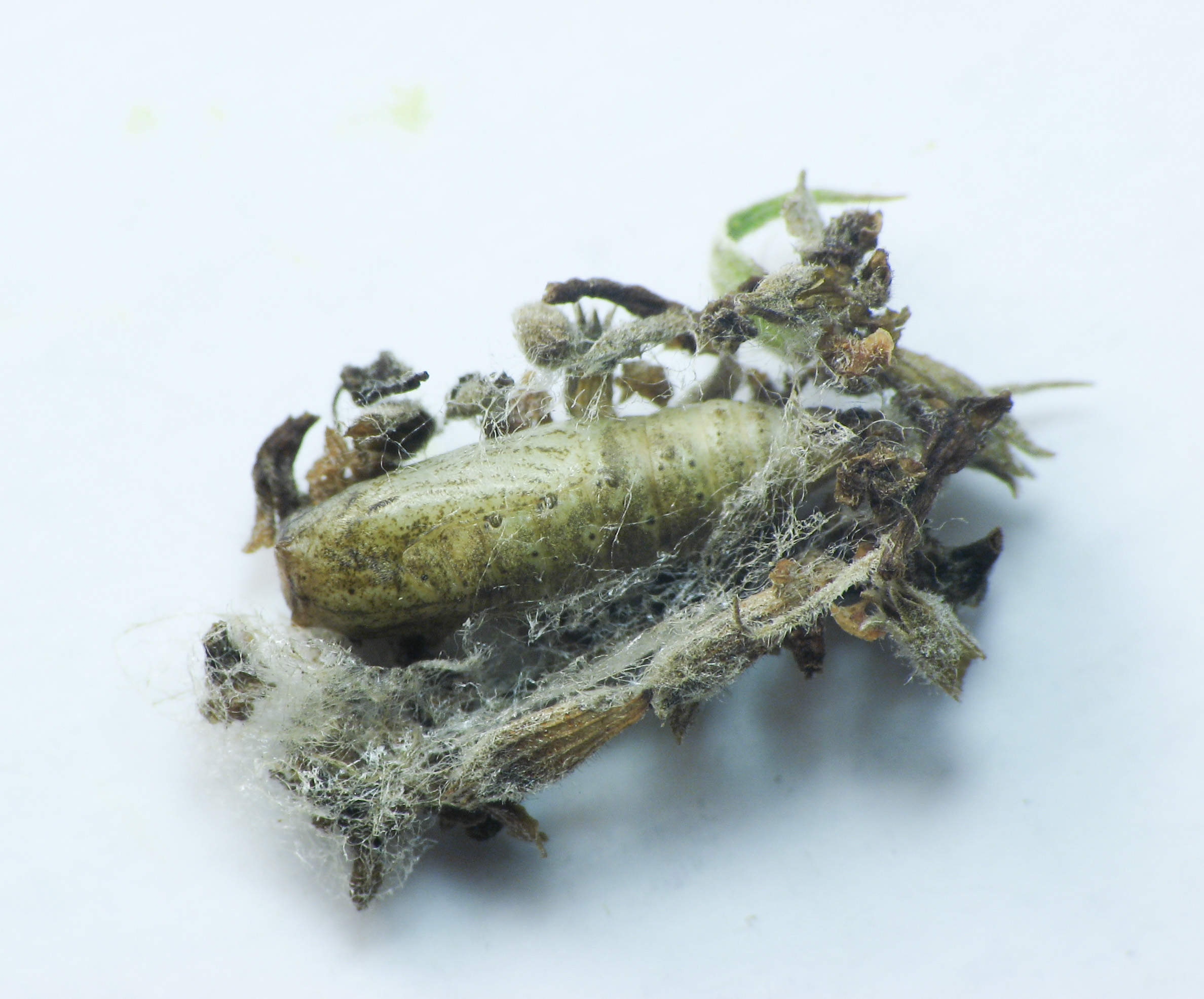
Pupa con parte del capullo que sirve como camuflaje
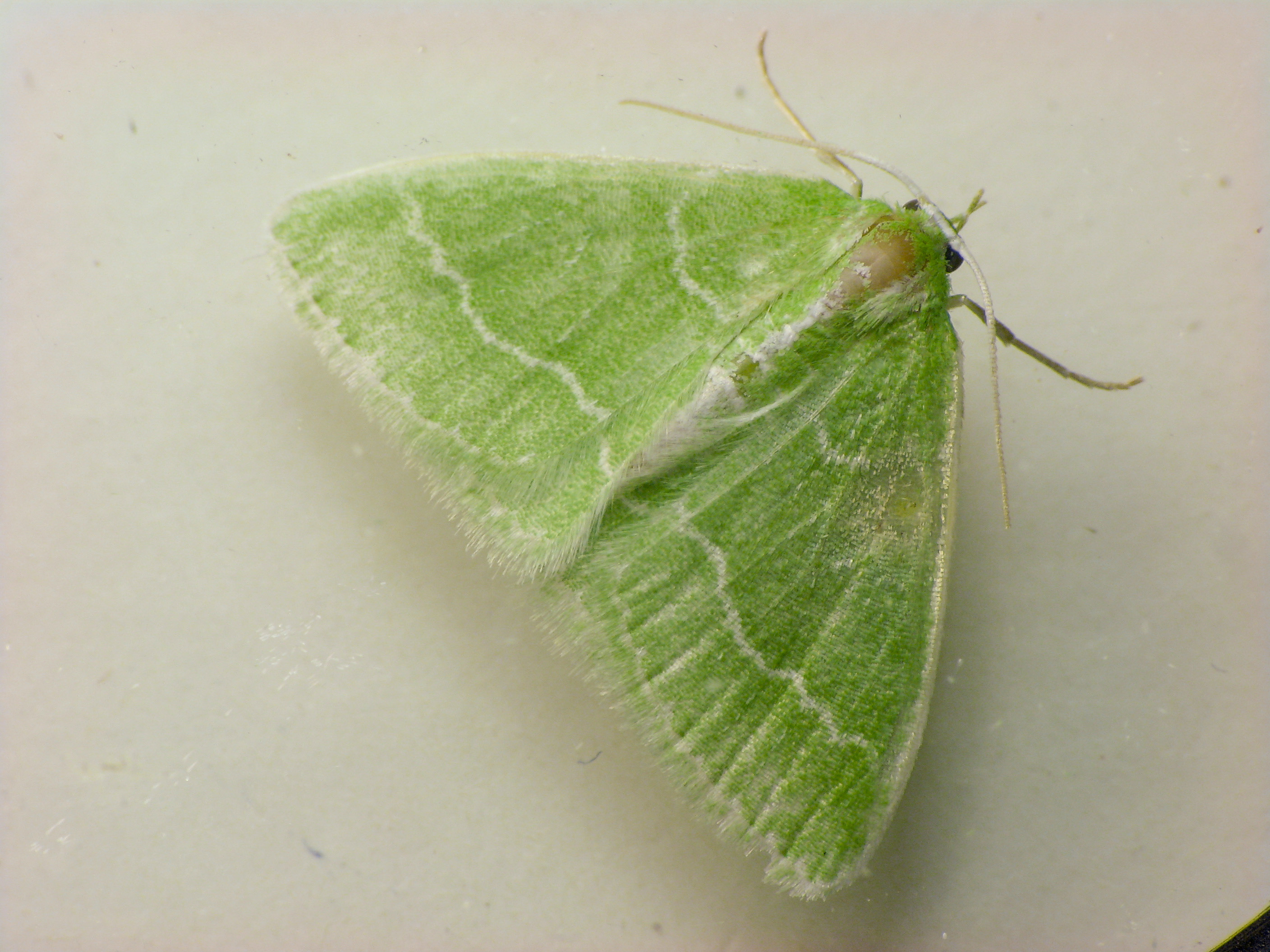
Hembra adulta